# B-UP!
B-UP!（ビー・アップ!）は、RADiO BERRYで平日の朝に放送していたラジオ番組である。朝の情報番組ということで、随時交通情報や天気予報などを挟み生活情報を中心に編成されている。
金曜日はB-UP! FRIDAY（ビー・アップ! フライデー）として放送している。なお、タイムテーブルや公式HPでは「-（ハイフン）」がふたばのマークで示されている。

## 概要
2003年4月、開局10周年の大幅改編で開局時よりRADiO BERRYの朝の看板番組として放送されていたRADiO BERRY BRIGHT MORNINGをリニューアルする形でスタートした。
2008年10月より金曜に加えて月曜〜木曜の放送時間を1時間拡大し、月曜から金曜まで毎日3時間半の番組となった。
2014年4月から2015年3月までは、RADiO BERRY開局20周年として様々なイベントを行った。
2016年4月から番組中継リポーターユニットHONEY Bを結成。。
2017年8月末を持って井出アナウンサーが産休の為に一時降板。それに伴い、井出アナの担当曜日のパーソナリティがそれぞれ変更になりB-UP！放送史上初の4人体制になった。
2018年3月末を持って番組終了することが発表された。
2018年4月からは午前7:30から9:00までがBloomin、9:00から10:49までがB with youと言う番組枠に変更になった。なお金曜はFlying Fridayと番組名を変更する。

## タイムテーブル
2017年4月現在
- 7:30　番組オープニング
- 7:35　RADIO BERRY TRAFFIC
- 7:38　B-UP! HEADLINE
- 7:51　RADIO BERRY WEATHER
- 7:55　（月〜金）B-UP!星占い
- 8:00　B-UP! DRIVING WEATHER
- 8:10　Honda Smile Mission

… JFN系列Aライン番組。FMぐんま，radio CUBE FM三重の除くJFN36局ネット。
- 8:22　栃木レディオジャーナル
- 8:48　街頭献血情報
- 8:54　快適生活ラジオショッピング

… TEL：0120-40-1475
- 9:00　芸能見出しチェック!
- 9:05　KIDS TALK
- 9:10　
  - （月）教えてドクター!，
  - （火）松本謙のトチギフト！
  - （水）出でよ、アニマル！
  - （木）フジドライ選択研究所presents 選択大好き！
  - （金）B-UP! 山川牧のFUN!FUN!シネマズ
- 9:50　県警ダイヤル
- 9:56　（月〜金）B-UP!チョイス

- 10:10　FMラジオショッピング

… TEL：0120-80-1000
- 10:14　
  - (月)Car Life Up To You
  - (火)萩野公介　JUST DO IT!
  - (水)言の葉歳時記
  - (木)健康ラジオ～ワンポイント・アドバイス～
  - (金)たいらやpresents エコラジ
- 10:20　（月〜金）B-UP! MORNING Report，
- 10:28　(金)なすラジ

この他、ニュース・天気予報・交通情報を挿入。
- RADIO BERRY NEWS - 8:50

全国及び栃木県内のニュース。
- RADIO BERRY WEATHER - 7:51，8:30

栃木県及び近県（茨城県、群馬県南部、東京地方）の天気予報。
- RADIO BERRY TRAFFIC - 7:35，7:53，8:20，8:52，9:26，10:25

栃木県内及び茨城県西部の一般道路及び関東地方、東北地方南部の高速道路の情報。道路に加え県内のJR・東武各線の運行情報。

## パーソナリティ

### 2003年4月〜2004年3月
- 月・火…佐藤望
- 水・木…山本慶一
- 金…二瓶由美

### 2004年4月〜2005年3月
- 月・火…佐藤望
- 水・木…渡辺裕介
- 金…二瓶由美

### 2005年4月〜2006年3月
- 月・火…佐藤望
- 水・木…渡辺裕介
- 金…佐藤由紀子

### 2006年4月〜2006年11月
- 月・火…鹿島田千帆
- 水・木…梅原朋子
- 金…佐藤由紀子

### 2006年12月〜2007年9月
- 月・火…鹿島田千帆
- 水・木…二瓶由美
- 金…佐藤由紀子

### 2007年10月〜2008年3月
- 月・火…鹿島田千帆
- 水・木…井出文恵
- 金…佐藤由紀子

### 2008年4月〜2009年3月
- 月・火…鹿島田千帆
- 水・木…井出文恵
- 金…DJ Kei

### 2009年4月〜2010年3月
- 月・火…鹿島田千帆
- 水・木…佐藤由紀子
- 金…DJ Kei

### 2010年4月〜2014年3月
- 月・火…鹿島田千帆
- 水・木…須賀由美子
- 金…DJ Kei

### 2014年4月〜2015年3月
- 月・火…鹿島田千帆
- 水・木…井出文恵
- 金…須賀由美子

### 2015年4月〜2017年8月
- 月・火…鹿島田千帆
- 水・木…井出文恵
- 金…渡辺裕介

### 2017年9月〜2018年3月
- 月・火…鹿島田千帆
- 水…佐藤由紀子[2]
- 木…落合江美[3]
- 金…渡辺裕介

## HONEY B
2016年4月に正式に結成した中継リポーター達によるグループ。
専用のFacebookに、RADiO BERRY リポータープロジェクトという週ごとに発表されるお題に関する動画投稿も行っている。
B-UP！終了と伴い朝のリポーター枠は廃止となった。
リポーター
- 月曜日 - 水間有紀
- 火曜日 - 村井あずさ
- 水曜日 - 山口あや
- 木曜日 - 渡辺敏彦
- 金曜日 - 榎本くるみ

過去に所属していたリポーター
- 安藤あいか(2016年4月～2017年3月)